# ハンス・ベッシュ
ハンス・ハインリッヒ・ベッシュ（Hans Heinrich Boesch、1911年3月24日 - 1978年8月16日）は、チューリッヒに生まれ、チューリッヒ州ツオリコンに没したスイスの地理学者。1942年から死去するまで、チューリッヒ大学の地理学研究所を率いた。
姓は、「Bösch」と綴られる場合もある。

## 経歴
ベッシュは、1923年から1929年まで、チューリッヒのリテラルジムナジウム (Literargymnasium) に通い、父ポール・ベッシュの下で学んだ。卒業後は、チューリッヒ工科大学で地質学の学位を取得して、1934年に卒業した。その後、アメリカ合衆国のクラーク大学においてサミュエル・ヴァン・ヴァルケンバーグ教授の下で1年間学び、地理的な諸問題、特に経済地理学に親しむようになった。
しかし、スイスに帰国したベッシュは地質学者として働き始め、補助教員として非常勤職で働きながら、石油地質学も手がけ、1935年から1936年にかけては、チューリッヒ工科大学のルドルフ・シュタウプの下で助手を務めた。その後、ベッシュは写真測量の会社に勤務し、1937年から1938年にかけては、イラクの英国石油開発会社 (British Oil Development Company) の野外調査研究員として働いていた。1937年に博士を取得した2年後、ハビリタチオン（大学教授資格）論文『Iraq: a study in regional, economic and political geography』（仮訳：イラク 地誌、経済地理学、政治地理学的研究）が完成した。
1940年には、チューリッヒ大学地理研究所の助教授となった。同じ年にハンス・J・ヴェールリ (Hans J. Wehrli) が引退した後、1941年にはハインリッヒ・グーテルゾーン (Heinrich Gutersohn) がチューリッヒ工科大学へ移り、1942年にはオットー・フリュッキガー (Otto Flückiger) とハンス・ベルンハルト (Hans Bernhard) が数か月のうちに相次いで急死したため、ベッシュは31歳で正教授になった。教授職とともに、当初は暫定的に、研究所長にも任じられた。当時、ベッシュは兵役に就く必要もあった中で、自分と助手だけで教育課程を維持した。以降36年間に及んだ彼のリーダーシップの下、研究所は人員の上でも、スペースの面でも数次にわたって拡大され、およそ130本の博士論文が作成された。1950年から1952年にかけてベッシュは学部長を務め、その後さらに大学の建設・拡張計画の担当者となった。
ベッシュはまた、他の多くの役職も歴任した。1954年から1962年までチューリッヒ地理学・民族学協会 (Geographisch-Ethnographische Gesellschaft Zürich) の会長を務め、1956年から1968年にかけては国際地理学連合の事務局に関わり、1966年にダドリー・スタンプの死後、10年後に解散するまで国際地理連合の土地利用記録コミッション (Kommission für Landnutzungsaufnahmen) の代表を務めた。1972年からは、学術誌『Geographica Helvetica』の編集代表者を務めた。
ベッシュは、スイスの人文地理学の国際化に貢献し、ハインリッヒ・グーテルゾーンとともに、1950年代から1960年代にかけてのスイスの人文地理学の最盛期を代表する研究者と評された。他方では、地形学、氷河学分野でも、長く読み継がれる論文を残した。
クラーク大学は1966年にベッシュへ名誉博士号を贈り、複数の地理学会がベッシュを名誉会員とした。死去する数か月前には、ベルリンの地理学会からアレクサンダー・フォン・フンボルト・メダルの金メダルを贈られた。ベッシュは1978年8月16日に故郷のツオリコンで、心不全のために亡くなった。彼は、妻ヘニー（Henny、旧姓 Wild）との間に息子2人と娘1人をもうけた。

## 業績
ベッシュは、広範な内容を含む景観地理学の代表的研究者であった。当初は地形学に関心を寄せていたが、その後は、世界の経済地理に関する業績を出版し、さらに数多くの各国知識も手がけ、さらに様々な主題地図の著者になった。彼が著した教科書『Weltwirtschaftsgeographie』（世界経済地理学）は、いくつもの言語に翻訳された。

## おもな著書
- Hans H. Boesch (1937年), Geologie der zentralen Unterengadiner Dolomiten zwischen Ofenpasshöhe und Val Laschadura (Graubünden) (ドイツ語), Zürich, Dissertation
- Hans H. Boesch (1939年), "El-'Iraq", Economic Geography (ドイツ語), vol. 15, no. 4, pp. 325–361, doi:10.2307/141771。
- Hans Boesch (1944年), Wasser oder Oel: Ein Buch über den Nahen Osten (ドイツ語), Bern: Kümmerly und Frey
- Hans H. Boesch (1947年), Die Wirtschaftslandschaften der Erde (ドイツ語), Zürich: Büchergilde Gutenberg
- Hans Boesch (1949年), Die Vereinigten Staaten von Amerika, Kleine K & F-Reihe für Auswanderer und Kaufleute  8 (ドイツ語), Bern: Kümmerly und Frey
- Hans Boesch (1951年), Wirtschaftsgeographischer Atlas der Welt (ドイツ語), Bern: Kümmerly und Frey, Titel späterer Ausgaben: Wirtschaftsgeographischer Weltatlas
- Hans Boesch (1952年), Zentralamerika heute: La tierra del Quetzal (ドイツ語), Bern: Kümmerly und Frey
- Hans Boesch (1956年), USA: Die Erschliessung eines Kontinentes (ドイツ語), Bern: Kümmerly und Frey
- Hans Boesch (1959年), Der Mittlere Osten (ドイツ語), Bern: Kümmerly und Frey
- Hans Boesch (1964年), A geography of world economy (ドイツ語), Princeton: Van Nostrand
  - Hans Boesch (1966年), Weltwirtschaftsgeographie (ドイツ語), Braunschweig: Westermann
- Hans Boesch (1978年), Japan (ドイツ語), Braunschweig: Westermann, ISBN 3-14-509091-7。

## 関連文献
- Haruko Kishimoto, ed. (1980年), Geography and its Boundaries: a publication to commemorate the work of Prof. Dr. Hans Boesch / La géographie et ses frontières / Geographie und ihre Grenzen (ドイツ語), Bern: Kümmerly und Frey, dreisprachig